# Приморське (Кальміуський район)
Примо́рське (Кніттель, Мачулін, Новопавловський) — село Новоазовської міської громади Кальміуського району Донецької області, Україна. Відстань до райцентру становить близько 29 км і проходить автошляхом місцевого значення.

## Загальні відомості
Приморське підпорядковане Приморській сільській раді. Приморське розташоване за 39 км від залізничної станції Карань. Населення — 1407 осіб. Землі села межують із територією Тельманівського району. Сільській раді підпорядковані також населені пункти Набережне, Первомайське, Соснівське, Українське.
Перебуває на території, яка тимчасово окупована російськими терористичними військами.

## Історія
Євангелістсько-лютеранський хутір під назвою Кніттель засновано в 1890 р. Євангелістська община Остґейм, лютеранський прихід Розенфельд. Землі 597 десятин (1915 6 подвір'їв).
7 (20) листопада 1917 року, відповідно до Третього Універсалу Української Центральної Ради, увійшло до складу Української Народної Республіки.  
Центральна садиба великого господарства — радгоспу «Приморський» міститься у с. Приморському. Основний напрям виробництва — вирощування зернових і технічних культур. За високі виробничі показники орденом Леніна нагороджені доярка О. М. Борисенко і комбайнер В. І. Хайло.
У селі — середня школа, будинок культури, бібліотека.

## Населення
| Рік  | Кількість мешканців |
| ---- | ------------------- |
| 1904 | 40                  |
| 1915 | 36                  |
| 1918 | 45                  |

За даними перепису 2001 року населення села становило 1407 осіб, із них 38,81 % зазначили рідною мову українську, 60,84 % — російську та 0,28 % — молдовську мову.